# Podział administracyjny Kościoła katolickiego w Słowenii
Podział administracyjny Kościoła katolickiego w Słowenii – obecnie na terenie Słowenii istnieją 2 metropolie, w skład których wchodzi 2 archidiecezje i 4 diecezje.
- Metropolia lublańska
  - Archidiecezja lublańska
  - Diecezja koperska
  - Diecezja Novo Mesto

- Metropolia mariborska
  - Archidiecezja mariborska
  - Diecezja Celje
  - Diecezja murskosobocka